# Achraf Fahmi
Achraf Fahmi, (arabe : أشرف فهمي), né au Caire en 1936, est un cinéaste égyptien, diplômé de l'Université du Caire en Histoire, puis de l'Université de Californie en Cinéma.

## Filmographie

### Réalisateur
- 1970 : Un sur un million
- 1971 : Désirs interdits
- 1971 : Les Assassins
- 1972 : Images interdites
- 1973 : Nuit et Barreaux (ar) (ليل وقضبان, Layl wa qoudban)
- 1974 : Une femme amoureuse
- 1975 : Jusqu'à la fin de la vie
- 1976 : La Grande Passion
- 1977 : Rendez-vous avec Soussou
- 1977 : Regarde voir ce que fait Sokkar
- 1978 : L'Autre Femme
- 1978 : Une femme tuée par l'amour
- 1979 : Ma dignité
- 1980 : Possédé du diable
- 1980 : La Vagabonde
- 1980 : Les Puissants
- 1981 : Les Durs Producteur
- 1982 : Le Pain amer
- 1984 : La Servante Producteur
- 1984 : Saad l'orphelin
- 1986 : Une femme divorcée
- 1989 : Traîtres dans la nuit
- 1990 : L'Exécution d'un juge
- 1991 : La Loi d'Ika
- 1994 : La Nuit du meurtre

### Acteur
- 1965 : La Récompense Acteur
- 1990 : L'Exécution d'un juge